# Ширлі Енн Джексон
Ширлі Енн Джексон (англ. Shirley Ann Jackson; 31 серпня 1946, Вашингтон) — американська вчена-фізик та ректорка Політехнічного інституту Ренселлера, перша афро-американська жінка, яка здобула докторський ступінь у Массачусетському технологічному інституті. Вона також є другою афро-американською жінкою в Сполучених Штатах, що здобула докторський ступінь з фізики, та першою, що отримала нагороду — Національну медаль науки.

## Навчання
Народилася 31 серпня 1946 року у Вашингтоні. Мати Беатрис була соціальною працівницею, а батько Георг мав керівну посаду в поштовій службі США. Батьки цілковито підтримували захоплення Ширлі природничими науками та сприяли її розвитку у цьому напрямі. У школі вона відвідувала профільні заняття з математики, фізики, біології та хімії. У 1984 році закінчила школу Рузвельта у Вашингтоні як краща учениця року.

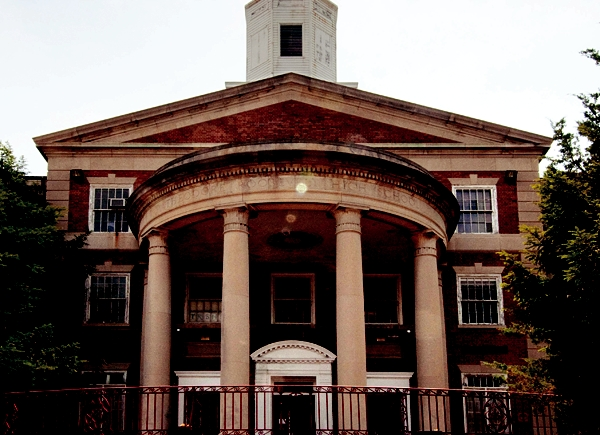
Школа Рузвельта.

Після закінчення школи Джексон почала навчання в Массачусетському технологічному інституті (MIT). Станом на 1964 рік серед 900 студентів першокурсників було 43 жінки, а серед усіх 8000 студентів всього 43 афроамериканці. Спочатку Джексон відчувала себе ізольованою, але через деякий час змогла завести друзів. У відповідь на заяву професора, що «кольорові дівчата» повинні вивчати ремесло, вона вибрала фізику як основний предмет. Джексон отримала стипендію від Мартін Маріетта та благодійної організації «Prince Hall Masons», також вона неповний робочий день працювала в лабораторії харчування MIT. Джексон закінчила навчання в 1968 році зі ступенем бакалавра з фізики. Свою дисертацію вона присвятила напівпровідникам.  
Після цього Джексон продовжила роботу в MIT, а саме займалася дослідженням елементарних частинок. У 1973 році здобула докторський ступінь. Вона є першою афроамериканською жінкою, що здобула докторський ступінь у MIT та другою в США.

## Кар'єра
У рамках аспірантури Джексон працювала у відомих фізичних лабораторіях США та Європи. У 1973 році досліджувала адрони в Національній прискорювальній лабораторії ім. Енріко Фермі, а в 1974 році у Європейській організації з ядерних досліджень у Женеві. В 1976 році навчалася в національній прискорювальній лабораторії SLAC в Каліфорнії, а в 1977 році відвідала Аспенський центр фізики в штаті Колорадо.
З 1976 до 1991 року працювала в лабораторії Белла в Нью-Джерсі. Там в першу чергу досліджувала фізику твердого тіла, але крім цього працювала і в області теоретичної, оптичної та квантової фізики. Джексон опублікувала понад 100 робіт на ці та інші теми.
Між 1991 та 1995 роками викладала фізику в Рутгерському університеті. У 1995 році була призначена Біллом Клінтоном головою Комісії з регулювання ядерних питань, а другого травня 1995 року приведена до присяги. Стала першою жінкою-афроамериканкою, яка зайняла цю посаду.

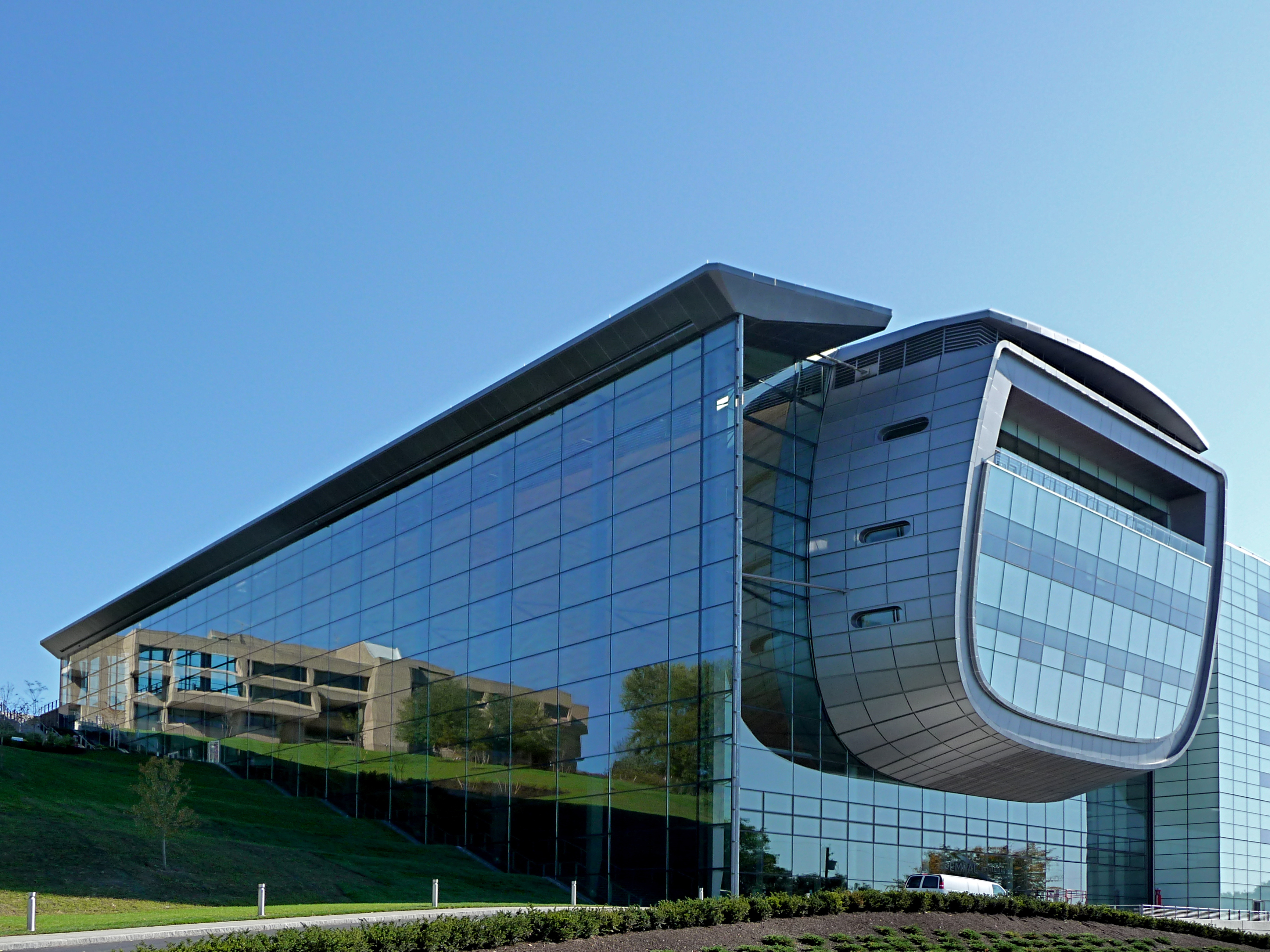
Experimental Media and Performing Arts Cente.

У 1999 році Джексона стала першою жінкою та першою афроамериканкою — ректором Політехнічного інституту Ренсселера (RPI), найстарішого технічного університету в США. Інститут перебував у важкому фінансовому становищі і протягом багатьох років спостерігалось зниження кількості студентів. Джексон подала детальний план, який передбачав, що RPI має зосереджуватися більше на біо- та інформаційних технологіях і найняти відомих у цих сферах викладачів. Протягом перших 8 років ректорату Джексон фінансування досліджень зросло на 37 мільйонів доларів до 80 мільйонів доларів, а активи фонду склали 805 мільйонів доларів у 2007 році. У 2001 році їй вдалося отримати анонімну пожертву розміром у 360 мільйонів доларів. Це стало найбільшим пожертвуванням американському університету. Було найнято 180 нових викладачів, 80 з них дістали нові посади, створені спеціально для них. Під керівництвом Джексон кількість заявок на навчання збільшилась втричі, а кількість докторських дипломів з 1999 року збільшилася з 91 до 163. RPI під її керівництвом перетворився на провідний технічний університет. У 2010 році інститут оголосив, що Рада університетів вирішила продовжити контракт з Джексон на десять років — до 2020 року. Джексон є однією з десяти високооплачуваних ректорок світу, з річним доходом в 1,75 мільйона доларів (станом на 2011 рік).
На додачу до роботи в інституті  Джексон виконує інші завдання. У 2009 році вона була призначена президентом Ради науки і технологій Бараком Обамою та співголовою Ради з питань інновацій та технологій. З 2014 року Джексон є членом консультативної ради президента. Вона також є членом Американського фізичного товариства, членом Американської академії мистецтв та наук та Британської Королівської академії інженерії, Національної академії інженерії та Американського філософського товариства. Джексон є працівницею декількох компаній, включно з IBM, Medtronic та Marathon Oil, також була президентом Американської асоціації з просування науки.

## Визнання
Протягом своєї кар'єри Джексон отримала кілька нагород і премій у знак визнання її вкладів у дослідження та освіту. 53 заклади вищої освіти надали їй почесні докторські ступені, в тому числі: Гарвардський університет, університет Дубліна, Федеральна політехнічна школа Лозанни і KAIST. у 1998 році її включено в Національний зал слави жінок.
Журнал «Discovery» 2002 році відніс Джексон до 50 найважливіших жінок у науці, а в 2005 «Time» назвав її прикладом для жінок у науці.
У 2006 році Джексон удостоєна премії Американського товариства інженерів-механіків. Через рік — премії Національної наукової ради Ванневара Буша за «Значний внесок у науку і техніку». У 2011 році Американська асоціація з просування науки відзначила наукові досягнення Джексон та, зокрема, їх важливість у включенні етнічних меншин та жінок у технічну кар'єру. На початку 2016 року Джексон нагороджена Національною медаллю науки.

## Особисте життя
Під час навчання в Університеті Рутгерса, Джексон зустріла фізика Морріса Вашингтона та пізніше одружилася з ним. У пари є син Алан.